# Niek Munsters
Niek Munsters (Erp, 29 maart 2002) is een Nederlandse voetballer die doorgaans speelt als aanvallende middenvelder.

## Clubcarrière
Niek Munsters speelde samen met zijn tweelingbroer Joep bij de plaatselijke amateurclub RKVV Erp, waar ze op 9-jarige leeftijd werden weggeplukt door PSV. Op De Herdgang speelden zij vijf jaar in de hoogste jeugdteams. In 2016 keerden ze terug naar de amateurs van VV Gemert waar de gebroeders Munsters twee jaar later werden gescout door VVV-Venlo en dusdoende samen weer in het betaald voetbal terugkeerden. Bij aanvang van de voorbereiding op het seizoen 2021/22 sloot Niek Munsters aan bij de selectie van het eerste elftal. Tijdens een oefenwedstrijd op 15 juli 2021 bij SV Straelen brak de aanvallende middenvelder zijn kuitbeen waardoor hij maandenlang was uitgeschakeld.
Op 26 maart 2022 maakte Niek Munsters zijn competitiedebuut in een uitwedstrijd bij FC Den Bosch (0-0). Tijdens de rust bracht trainer Jos Luhukay hem als vervanger in het veld voor Rayan El Azrak. In navolging van zijn broer Joep Munsters tekende ook Niek een contract voor een seizoen bij SV Straelen dat uitkomt in de Regionalliga West. Na de degradatie uit de Regionalliga West verruilde Munsters samen met zijn broer SV Straelen voor SV Lippstadt 08, waardoor zij in het seizoen 2023/24 in de Regionalliga West actief zouden blijven. Nadat ook Lippstadt degradeerde, stapte de tweeling een jaar later over naar Wuppertaler SV, waardoor zij ook in het seizoen 2024/25 in de Regionalliga West actief zouden blijven.

## Clubstatistieken
| 2021/22                                | VVV-Venlo       | Eerste divisie          | 2  | 0  | 0 | 0 | — | — | 2  | 0  |
| 2022/23                                | SV Straelen II  | Bezirksliga Niederrhein | 2  | 1  | — | — | — | — | 2  | 1  |
| 2022/23                                | SV Straelen     | Regionalliga West       | 27 | 2  | 1 | 0 | 1 | 0 | 29 | 2  |
| 2023/24                                | SV Lippstadt 08 | Regionalliga West       | 30 | 6  | — | — | 5 | 3 | 35 | 9  |
| 2024/25                                | Wuppertaler SV  | Regionalliga West       | 13 | 1  | — | — | 3 | 0 | 16 | 1  |
| Totaal                                 | Totaal          | Totaal                  | 74 | 10 | 1 | 0 | 9 | 3 | 84 | 13 |
| Bijgewerkt tot en met 25 december 2024 |                 |                         |    |    |   |   |   |   |    |    |

1Overige officiële wedstrijden, te weten play-off, Niederrheinpokal en Westfalenpokal.